# Монография
Монографията (от μόνος и γράφω) е научно писмено съчинение, което изследва задълбочено и изчерпателно един въпрос или една тема.